# Poulton, Cheshire
Poulton är en by i civil parish Poulton and Pulford, i distriktet Cheshire West and Chester, i Storbritannien.   Det ligger i grevskapet Cheshire och riksdelen England, i den södra delen av landet, 260 km nordväst om huvudstaden London. Poulton var en civil parish 1866–2015 när blev den en del av Poulton and Pulford. Civil parish hade 92 invånare år 2001. Byn nämndes i Domedagsboken (Domesday Book) år 1086, och kallades då Pontone.